# Bentivoglio Bentivoglio

Stemma Bentivoglio

Bentivoglio Bentivoglio (Bologna, 1253 – ...) è stato un politico italiano e considerato il capostipite dell'omonima famiglia bolognese.

## Biografia
Nacque a Bologna da Niccolò di Zambone, vissuto nel XII secolo, che probabilmente seguì nel 1188 l'imperatore Federico Barbarossa alla terza crociata.
Bentivoglio, di origini popolari, al tempo delle lotte tra guelfi e ghibellini, si schierò dalla parte guelfa, capeggiata a Bologna da Lodovico Geremei.
La leggenda vuole che il 4 maggio 1252 a Viadagola, dall'unione di una bella contadina Lucia e Enzo di Svevia (prigioniero a Bologna nel famoso e omonimo palazzo), sia nato il Bentivoglio capostipite della famiglia Bentivoglio che dominerà Bologna nel XV secolo. Al figlio fu dato il nome dalle parole che Enzo ripeteva spesso a Lucia: Amor mio, ben ti voglio.

## Discendenza
Bentivoglio sposò Aldisia degli Oltovasini ed ebbero nove figli:
- Giacomo (1275-1354), politico
- Ivano (?-1323), magistrato
- Bartolomeo (?-1322), politico
- Nicolino
- Michele
- Albertinello, politico e uomo d'armi
- Zanetto (?-1351)
- Federico
- Simino (?-1325)